# Oapy
O oapy ou uay, é um instrumento percusivo membranofone tradicional, criado pelo indígena brasileiro, usado no ataque, na convocação de assembléia e, na condução do prisioneiro ao sacrifício. É considerado um típico tambor ancestral indígena de acordo com o Laboratório de Estudos Etnomusicológicos da Universidade Federal da Paraíba (LABEET/UFPB) e Frei Pedro Sinzig.
O tambor indígena é instrumento utilizado para várias fins: sinalização, comunicação, festejo e, cerimonial (social e religiosa). Este normalmente é feito com um tronco de árvore escavado (em tupi chamado "korimbó" que representa “pau furado que produz som") ou de carapaça de tartaruga, que é encoberto com couro ou pele de animais.

## Saber tradicional
O saber tradicional é um produto histórico resultado do modo de vida de uma comunidade tradicional e o relacionamento com a biodiversidade que está inserida (intelecto coletivo ou intelecto cultural). Este saber se reconstrói na transmissão entre as gerações e, que geralmente é feita por via oral, possui uma vísivel e imediata aplicação prática na sociedade.